# Aerobiosi
Si definisce aerobiosi la condizione di vita di numerosi organismi il cui metabolismo è basato sull'utilizzo di ossigeno biatomico (O2). Tali organismi sono definiti aerobi (o aerobici, dall'inglese).
Essi sono in grado di funzionare producendo energia chimica grazie al processo della respirazione cellulare, di cui l'ossigeno è l'elemento fondamentale fungendo da accettore finale di elettroni. La condizione opposta all'aerobiosi è l'anaerobiosi.

## Processi aerobici
Per processo aerobico si intende quindi una reazione che avviene in presenza di O2. Un buon esempio è l'ossidazione del glucosio, un monosaccaride, nella respirazione aerobica.
C6H12O6 + 6 O2 + 38 ADP + 38 PO43- →  6 CO2 + 6 H2O + 38 ATP
L'energia liberata in questa reazione è di circa 2880 kJ per mole: tale quantità viene immagazzinata dai sistemi biologici nelle 38 molecole di ATP rigenerate da 38 ADP. L'energia generata in questo caso per ogni molecola di glucosio è 19 volte più grande di quella generata dalla rispettiva reazione in assenza di O2, che produrrebbe solo 2 molecole di ATP (attraverso la glicolisi anaerobica e le successive fermentazioni).
Questa equazione è una sintesi di quello che avviene realmente attraverso tre serie di reazioni biochimiche aerobiche: la glicolisi (che, come detto, può aver luogo anche in anaerobiosi), il ciclo di Krebs e la fosforilazione ossidativa.

## Aerobiosi nei sistemi viventi

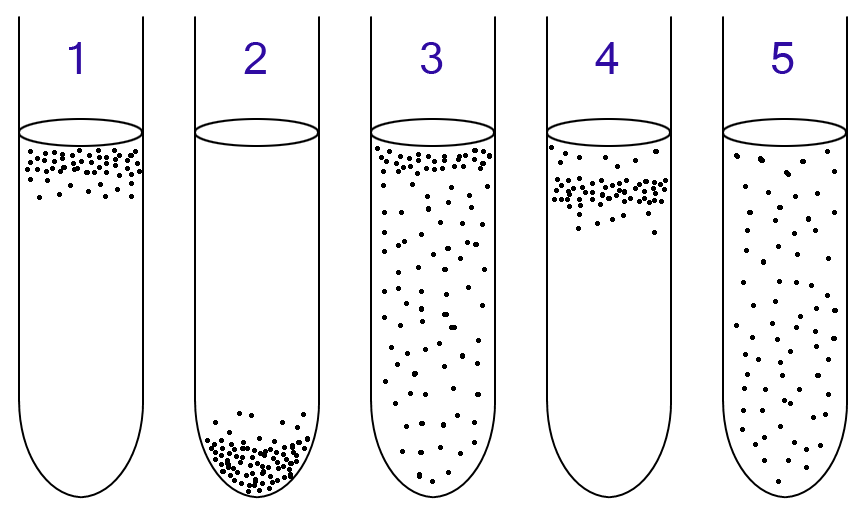
I batteri aerobi e anaerobi possono essere identificati attraverso una coltura in sospensione:
1: I batteri aerobi obbligati si raccolgono in testa alla provetta, in modo da assorbire la maggior quantità possibile di O_{2}.
2: I batteri anaerobi obbligati si raccolgono sul fondo, per evitare l'O_{2}.
3: I batteri aerobi facoltativi si raccolgono principalmente in testa, poiché la respirazione aerobia è la più efficiente; in ogni caso, la carenza di O_{2} non li disturba e, per tale motivo, è possibile individuarli lungo tutta la provetta.
4: I microaerofili si raccolgono nella parte superiore della provetta, ma non in testa; essi richiedono infatti O_{2} a bassa concentrazione.
5: Il metabolismo dei batteri aerotolleranti non è influenzato dalla presenza di O_{2} e, per tale motivo, sono diffusi lungo tutta la provetta.

Come avviene nell'esempio riportato, l'energia prodotta da una reazione di ossidazione aerobica è sempre maggiore di quella prodotta da un processo anaerobico. La spinta evolutiva ha selezionato organismi sempre più "avidi" di O2 che dal mare, luogo povero di ossigeno molecolare disciolto, hanno conquistato la terraferma, su cui la concentrazione di O2 è enormemente maggiore.
È possibile distinguere aerobi obbligati e aerobi facoltativi.
- Gli aerobi obbligati necessitano di O2 come accettore di elettroni. Quasi tutti gli animali, gran parte dei funghi e molti batteri sono aerobi obbligati. Essere un organismo aerobio obbligato, sebbene sia vantaggioso dal punto di vista energetico, significa anche dover contrastare obbligatoriamente alti livelli di stress ossidativo.
- Gli aerobi facoltativi possono utilizzare l'O2 oppure altre molecole in stato ossidato. Diverse specie di lievito sono esempi di organismi aerobi facoltativi. Tali organismi sono in grado dunque di sopravvivere anche in assenza di O2. Il loro metabolismo è comunque principalmente aerobico: questo li differenzia dagli anaerobi facoltativi, il cui metabolismo principale è quello anaerobico.

Le cellule umane prese singolarmente presentano anch'esse un metabolismo aerobio facoltativo, in quanto possono utilizzare la fermentazione dell'acido lattico se l'O2 non è disponibile. Le cellule muscolari, ad esempio, in presenza di basse concentrazioni di O2 (tipicamente quando sono sotto sforzo) possono ricorrere alla sola glicolisi anaerobica. Questa strategia, in ogni caso, non può essere sostenuta a lungo dall'intero organismo, e quindi gli uomini sono di fatto aerobi obbligati.